# (4022) Nonna
(4022) Nonna (1981 TL4) – planetoida z pasa głównego asteroid okrążająca Słońce w ciągu 3 lat i 227 dni w średniej odległości 2,36 j.a. Została odkryta 8 października 1981 roku.